# Heart of a Coward
Heart of a Coward es una banda metalcore de la ciudad de Milton Keynes, Reino Unido formada en el 2007.

## Historia

### Formación
Heart of a Coward se formó en 2007 en la ciudad de Milton Keynes, Gran Bretaña. La alineación original se veía así: Tom Webb (batería), James Timphy(guitarra, coros), Ben Marvin (voz), Ross Conor (bajo) y Carl Ayers (guitarra).

### Demos y EPs (2008-2010)
Inmediatamente después de la formación de Heart of a Coward lanzó el primer demo Demo 2008, que tenía tres pistas. En el mismo año, lanzó el EP  Collisions, que contiene cinco pistas (dos de las cuales fueron reeditadas). En 2009 llegó el segundo
EP Dead Sea, en el que se reeditaron tres pistas. El baterista Tom Webb dejó la banda. En su lugar llegó Chris Mansbridge, baterista de la banda Fellsilent.

### Hope and Hindrance (2011-2012)
A principios de 2011, se anunció que se retiraría del grupo el vocalista Ben Marvin. Se supo que el nuevo vocalista será el cantante de la banda de thrash metal Sylosis, Jamie Graham. Con el nuevo vocalista Heart of a Coward fue al estudio para grabar su álbum debut Hope and Hindrance, que fue lanzado en 2012 . El Djent se metió al estilo del grupo.
El álbum contenía la canción "Shade", que le dio popularidad a la banda.

### Severance (2012-2015)
En 2012, después del lanzamiento de Hope and Hindrance el guitarrista de la banda James Thimphy dejó la banda. En lugar de James vino Steve Haycock. Después de la renovación de la banda, la banda firmó un contrato con el sello Century Media Records y comenzó a grabar el segundo álbum titulado Severance. El álbum fue lanzado en noviembre de 2013. Las canciones "Deadweight", "Psyhophant", "Nauseam", "Distance" se lanzaron en videoclips.

### Deliverance (2015-2017)
El 21 de febrero de 2015, la banda anunció que habían terminado de grabar su tercer álbum. El 9 de junio, la banda lanzó un video para la canción «Hollow», que entró en su tercer álbum de larga duración «Deliverance», que fue lanzado el 2 de octubre.
El 8 de marzo de 2017, un grupo en su página de Facebook anunció la salida del vocalista Jamie Graham, lo explicó de esta manera: "Necesito pasar más tiempo con mi familia."

### Nuevo vocalista (2018- presente)
A principios de 2018, un nuevo vocalista llegó a la banda, cuyo nombre no fue revelado. Su personalidad fue conocida en el videoclip 《Collapse》 lanzado el 25 de marzo de 2018, el nuevo vocalista se llama Kaan Tasan y completará la voz a futuro.

## Miembros
- Kaan Tasan — Voz (No Consequence) (2018-presente)
- Carl Ayers — Guitarra, coros (2008-presente)
- Dan Thornton — Guitarra (2022-presente)
- Vishal Khetia — Bajo (2010-presente)
- Chris Mansbridge — Batería (2010-presente)

Miembros anteriores
- Tom Webb — Batería (2008-2010)
- Ross Conor — Bajo (2008-2010)
- Ben Marvin — Voz (2008-2011)
- James Timphy — Guitarra (2008-2011)
- Jamie Graham — Voz (2011-2017)
- Steve Haycock — Guitarra (2012-2022)

## Discografía
Demos
- 2008 — Demo 2008

EP
- 2008 — Collisions
- 2009 — Dead Sea

Álbumes de estudio
- 2012 — Hope and Hindrance
- 2013 — Severance[1]
- 2015 — Deliverance[2]
- 2019 — The Disconnect[3]

Singles
- 2018 — Collapse

## Videografía
| Fecha | Nombre         | Álbum de estudio   |
| ----- | -------------- | ------------------ |
| 2012  | Shade          | Hope and Hindrance |
| 2014  | Psychophant    | Severance          |
| 2014  | Deadweight     | Severance          |
| 2014  | Nauseam (live) | Severance          |
| 2015  | Distance       | Deliverance        |
| 2015  | Hollow         | Deliverance        |
| 2018  | Collapse       | Collapse [single]  |